# 平尾 (福岡市)
平尾（、ローマ字表記: Hirao）は、福岡市中央区の地名。現行の行政地名は、平尾一丁目から五丁目まで及び平尾浄水町（、ローマ字表記: Hirao-jōsuimachi）。共に住居表示実施地域である。面積は平尾一丁目から五丁目までが69.00ヘクタール、平尾浄水町が：10.48ヘクタール、計が79.48ヘクタール。2023年3月末現在の人口は平尾一丁目から五丁目までが14,190人、平尾浄水町が1,006人、計が15,196人。郵便番号は平尾一丁目から五丁目までが810-0014、平尾浄水町が810-0029。

## 地理
福岡市の都心とされる中央区天神の南約2キロメートル、同区の南東端部に位置している。北西で御所ケ谷（）、浄水通（）、平丘町（）及び薬院（）と、北東で白金（）、西鉄天神大牟田線（薬院駅、西鉄平尾駅間）の線路を挟んで大宮（）及び那の川と、南東で筑肥新道を挟んで南区高宮（）、南区市崎（）、南区平和 (福岡市)（）及び中央区平和と、西で小笹（）及び南公園（）と隣接する。南東側の境界は中央区と南区との境界に一致している。
| 平尾一丁目から五丁目までの地図 | 平尾浄水町の地図 |

東側より平尾一丁目から五丁目までが並び、西端部に平尾浄水町がある。
東側の平尾一丁目及び平尾二丁目は鉄道駅や幹線道路に近く、商業施設やオフィスが多い。平尾三丁目から平尾五丁目まで及び平尾浄水町は福岡市動植物園に近く、幹線道路から離れており坂の多い地形が特徴であり、福岡市中心部にも比較的近く、また、高級住宅街となっている。
広義の「平尾地域」としては行政名の平尾のほかその周辺地域も含まれ。また隣接する高宮（広義）との境界は曖昧である。

### 河川
平尾の東側に次の河川が横断している。
- 薬院新川（）（準用河川、那珂川の支川）

施設の写真
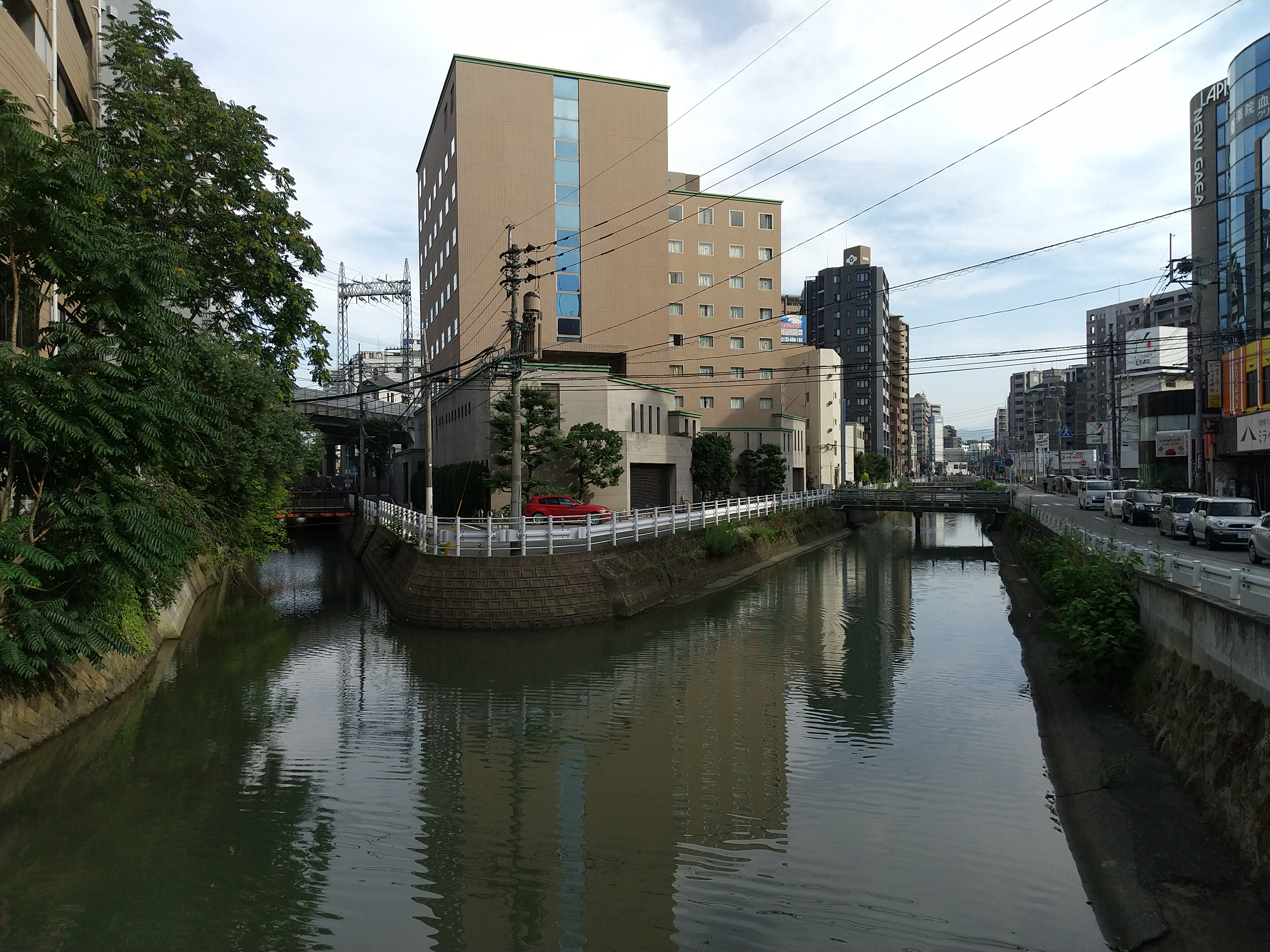
薬院新川及びその支流、城東橋より南の眺望

### 都市計画
平尾のうち福岡筑紫野線の北東側の都市計画における位置づけについては、2012年（平成24年）12月21日に策定された『第9次福岡市基本計画』の「都市空間構想図」において、「都心部」に含まれている。「福岡市都市計画マスタープラン」において定められた方針については次のとおりである。交通ネットワークとして都市の骨格となる福岡県道555号桧原比恵線の沿道や幹線道路である福岡県道31号福岡筑紫野線（福岡市道路愛称：高宮通り）の沿道は、商業、業務、サービス施設や中高層住宅などが連続した「都市軸」や「沿道軸」に位置付けられている。薬院新川（）の河川沿いが散策・憩いの場となるとともに、緑と広がりのある景観が連続したゆとりと潤いのある水辺空間として「河川緑地軸」に位置付けられている。土地利用については、「都心部」及びその周辺に当たる東側の地区では、天神、大名等からなる都心部の外延部として、住宅を中心に都心機能を支援する業務施設・商業施設が共存する「複合市街地ゾーン」に位置付けられ、職住が調和した複合市街地づくりと良好な街並みの形成などがまちづくりの視点とされている。これら以外の西側の地区では、戸建住宅などの低層住宅が大部分を占めるが、一部中高層住宅などが立地する「低中層住宅ゾーン」に位置付けられ、北西の御所ケ谷（）、浄水通（）、平丘町（）などと同様に、低層住宅と中層住宅の調和などがまちづくりの視点とされている。用途地域については次のとおりである。平尾一丁目及び二丁目の全て並びに福岡筑紫野線（高宮通り）の南西側道路境界線から概ね30メートルの範囲及び桧原比恵線のうち平尾南交差点以東の北西側道路境界線から概ね30メートルの範囲の地域が商業地域に、平尾三丁目及び四丁目の東側並びに桧原比恵線のうち平尾南交差点以西の北西側道路境界線から概ね50メートルの範囲の地域が第二種住居地域に、これ以外の地域は第一種中高層住居専用地域に指定されている。風致地区については、次の地区に平尾の一部が含まれており、建築物の建築、宅地の造成、木竹の伐採その他の行為について、都市の風致を維持するための規制がかけられている。
- 「南公園地区」[注釈 4]

建築基準法に基づく建築協定については、次の区域について協定が定められ、住宅地としての環境を高度に維持促進することについて協定が締結されており、通常の用途地域の規制に加えて、さらに建築物の高さ、用途等に関する制限が加えられている。
- 「平尾3丁目・4丁目・平丘町・平尾浄水町・山荘通建築協定」[注釈 5]
- 「平尾4丁目建築協定」[注釈 6]
- 「平尾浄水町山荘通3丁目建築協定」[注釈 7]
- 「平尾3丁目建築協定」[注釈 8]

また、都市緑地法に基づく規制については、次の特別緑地保全地区が指定されており、建築物の建築等の行為について制限がかけられている。
- 「平尾東特別緑地保全地区」[注釈 9]
- 「平尾山荘特別緑地保全地区」[注釈 10]
- 「浄水特別緑地保全地区」[注釈 11]

### 地価
住宅地の地価は2014年（平成26年）1月1日に公表された公示地価によれば平尾3-26-4の地点で24万4000円/m2となっている。

## 語源
地名の「平尾」については、語源が不明。「平尾浄水町」のうち「浄水町」については、1923年（大正12年）3月1日に設けられた「平尾浄水場」に通じる大通りということから道路の愛称として名づけられ、地名ともなった

## 歴史
平安時代、平清盛が「袖の湊」を博多津に開いた当時の博多津を描く住吉神社蔵「博多古図」では、内海「冷泉津」と「草香江」を隔てる小高い丘陵地に「平尾村」の字が窺える。明治時代までは那珂郡平尾村となっていた。1889年の町村制施行の際は那珂郡八幡村の一地域となり、1926年4月1日に八幡村が福岡市に編入された際に福岡市となった。

### 町域の変遷
| 住居表示実施後           | 実施年月日                 | 住居表示実施前（各大字・町名ともその一部）                                                         |
| ------------------------ | -------------------------- | -------------------------------------------------------------------------------------------------- |
| 平尾一丁目から平尾五丁目 | 1972年（昭和47年）         | 平尾本町・原吉町・露町・一本木町・黒金町・平尾新川町・平丘町・浄水通・山荘通1丁目〜3丁目・大字平尾 |
| 平尾浄水町               | 2008年（平成20年）12月15日 | 平尾浄水町                                                                                         |

## 人口
平尾一丁目から五丁目まで及び平尾浄水町について、それぞれ人口の推移を福岡市の住民基本台帳（公称町別）に基づき示す（単位：人）。集計時点は各年9月末現在である。

### 平尾一丁目から五丁目まで
- 2001年（平成13年）：10,630
- 2002年（平成14年）：10,705
- 2003年（平成15年）：10,595
- 2004年（平成16年）：10,941
- 2005年（平成17年）：11,120
- 2006年（平成18年）：11,707
- 2007年（平成19年）：11,822
- 2008年（平成20年）：11,981
- 2009年（平成21年）：12,025
- 2010年（平成22年）：12,110
- 2011年（平成23年）：12,177
- 2012年（平成24年）：12,475
- 2013年（平成25年）：12,633
- 2014年（平成26年）：13,222
- 2015年（平成27年）：13,442
- 2016年（平成28年）：13,669
- 2017年（平成29年）：13,755
- 2018年（平成30年）：13,783
- 2019年（令和元年）：13,950
- 2020年（令和2年）：13,973
- 2021年（令和3年）：13,935
- 2022年（令和4年）：14,109

### 平尾浄水町
- 2001年（平成13年）：677
- 2002年（平成14年）：677
- 2003年（平成15年）：651
- 2004年（平成16年）：580
- 2005年（平成17年）：570
- 2006年（平成18年）：594
- 2007年（平成19年）：611
- 2008年（平成20年）：658
- 2009年（平成21年）：697
- 2010年（平成22年）：987
- 2011年（平成23年）：1,026
- 2012年（平成24年）：1,041
- 2013年（平成25年）：1,039
- 2014年（平成26年）：1,034
- 2015年（平成27年）：1,019
- 2016年（平成28年）：1,032
- 2017年（平成29年）：996
- 2018年（平成30年）：990
- 2019年（令和元年）：977
- 2020年（令和2年）：1,001
- 2021年（令和3年）：995
- 2022年（令和4年）：989

## 施設

### 公園、緑地等
- 平尾山荘公園[注釈 13]
- 浄水緑地[注釈 14]

公園、緑地等の写真
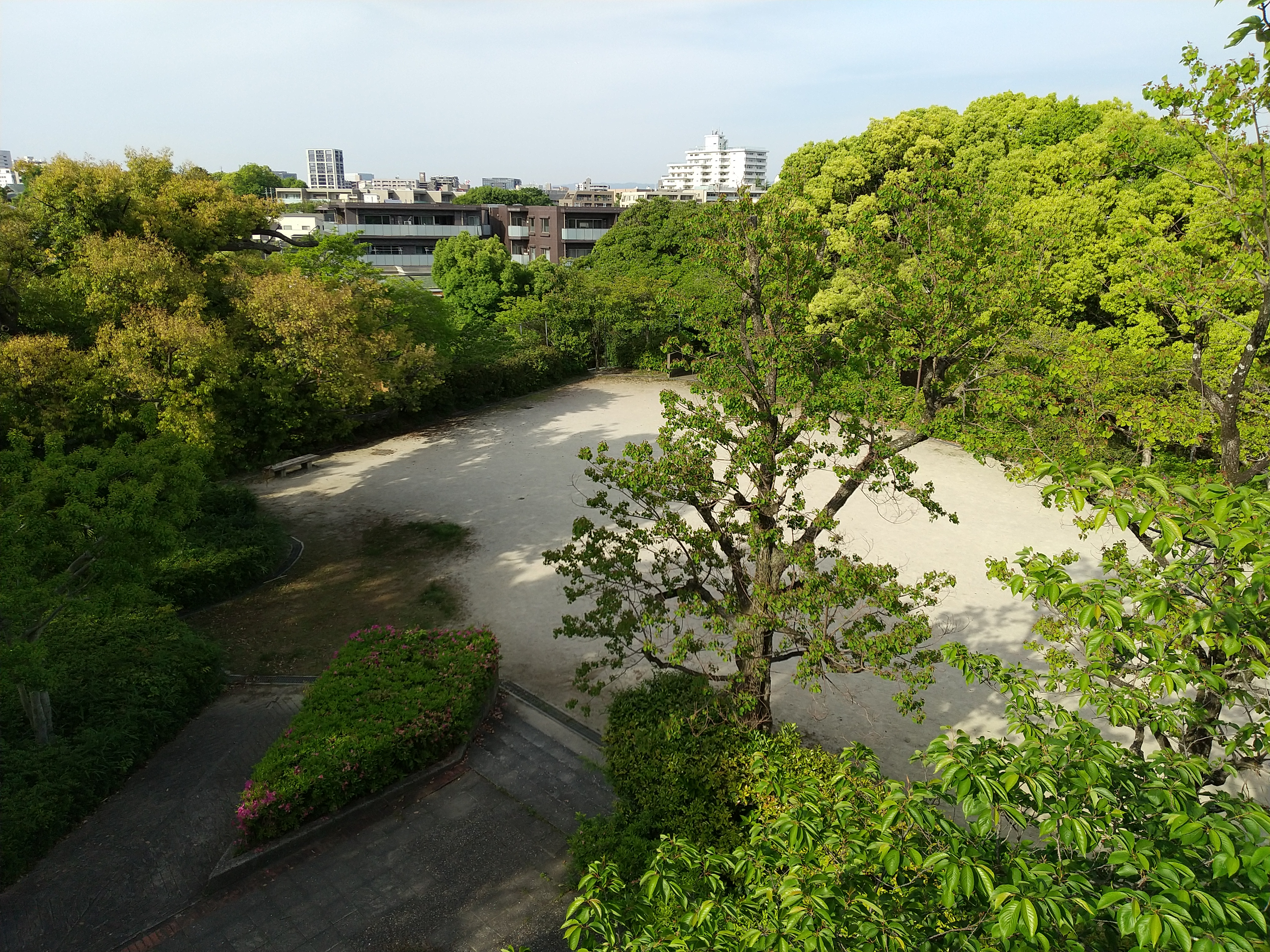
平尾山荘公園
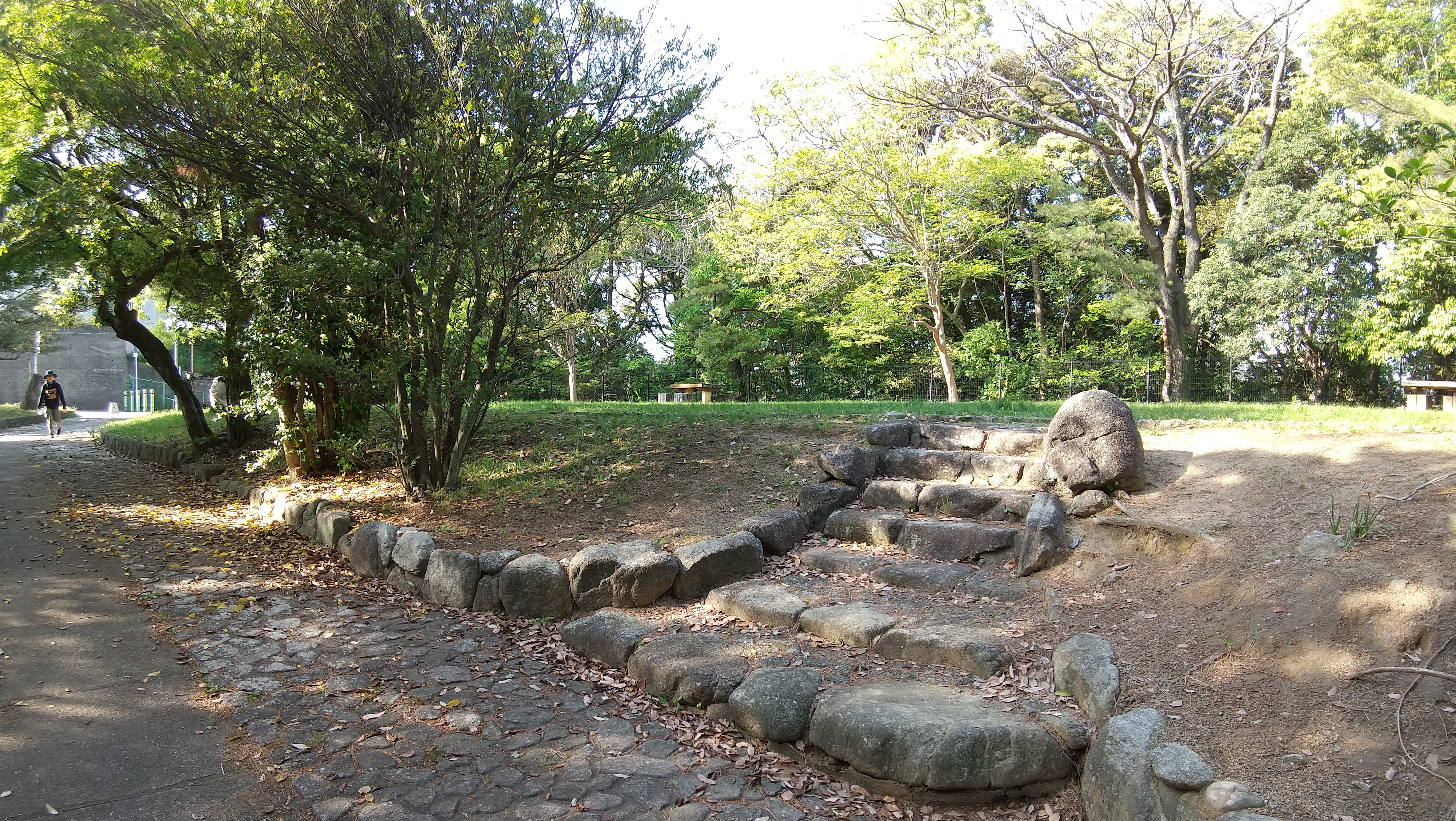
浄水緑地、南側

### 学校

#### 公立
小学校は平尾三丁目にある平尾小学校に通うことになる。中学校は西隣の小笹小学校校区内にある平尾中学校の校区となっている。
区域内の平尾三丁目に福岡県立福岡中央高等学校がある。

#### 私立
- 中村調理製菓専門学校[注釈 15]
- 中村国際ホテル専門学校[注釈 16]

## 名所・旧跡
- 平尾山荘（野村望東尼の山荘跡）[注釈 17]
- 松風園緑地

名所・旧跡の写真
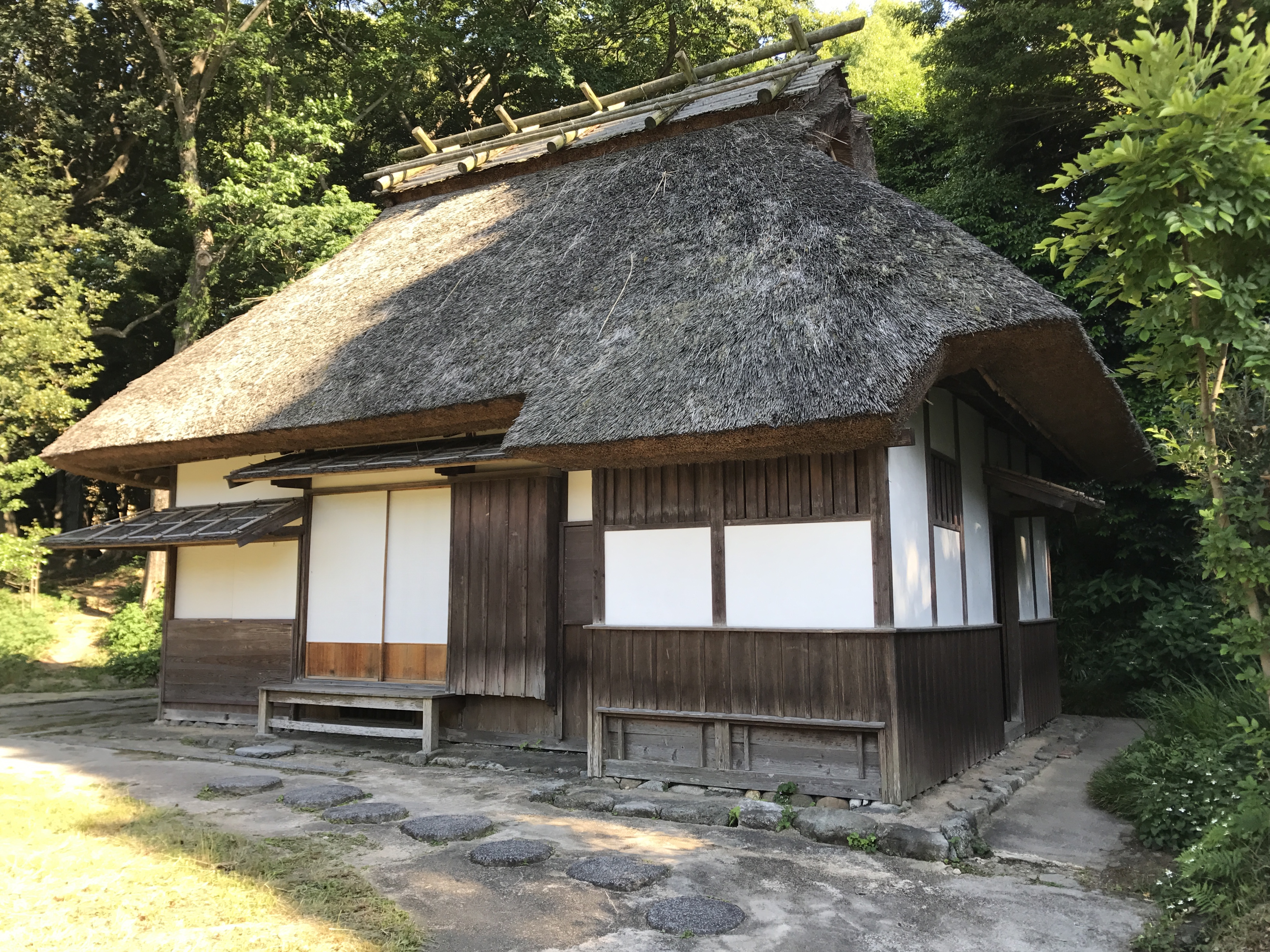
平尾山荘

## 交通
東側を県道31号線(高宮通り)が北から南東に向かって通る。また主要地方道ではないが、南端を東西に通る県道555号線(山荘通り・百年橋通り)も交通量が多い。この2本の道路は南東端近くの平尾交差点で交差する。西端部には浄水通りが南北に通っている。
鉄道
鉄道交通としては、南北に西鉄天神大牟田線が貫いており、南東端に西鉄平尾駅がある。地域によっては隣の薬院駅が最寄りとなる場所もある。
以前は国鉄の筑肥線が通っており、西鉄平尾駅と筑前高宮駅にて、国鉄と西鉄の乗り換えに利用されていた。
なお、「（南）山荘通り」・「新川町」・「一本木」などのバス停は住居表示実施前の町名の名残である。
バス停
■■54番(快速 上：天神北・吉塚営・九大前<渡辺通り経由> 下：小笹・笹丘・島廻橋・堤・油山団地前・南町・南片江小学校前・片江営)
平尾 - 山荘通り - 南山荘通り
■■54番(快速 上：天神・吉塚・九大前<渡辺通り経由>)・54-1番(快速 下：西新・福岡タワー)
平尾 - 山荘通り - 南山荘通り
■■59番(快速 上：天神・吉塚・箱崎三丁目(旧：九大前)<渡辺通り経由> 下：柏原)
平尾 - 山荘通り - 南山荘通り
■■50番(上：博多駅・中央埠頭<住吉経由> 下：桧原)
新川町 - 一本木 - 平尾
■■51番(上：吉塚・九大病院<警固経由> 下：柏原)
新川町 - 一本木 - 平尾
■■51番(特快 上：九大病院<警固経由> 下：柏原)
平尾
■■52番(上：天神・吉塚<警固経由> 下：桧原・柏原・長住六丁目)
新川町 - 一本木 - 平尾
■■52-1番(上：天神<警固経由> 下：桧原)
新川町 - 一本木 - 平尾
■■69番(上：博多駅(那の川経由) 下：桧原)
平尾 - 山荘通り - 南山荘通り
■■69-1番(上：博多駅(那の川経由) 下：藤崎)
平尾 - 山荘通り - 南山荘通り